# 住民組織化
住民組織化（じゅうみんそしきか,コミュニティ・オーガナイジング、英: Community organizing, コミュニティ・オーガナイズとも）とは、地域住民らが協力しあい共通の利益の為に行動するよう組織化を行う事であり、またその技法を指す。
移民や貧困層など社会的に弱い立場にいる人々は、その所属する社会に対する意見が政治に反映されにくい。その場合、意見集約と直接的行動を起こすことで弱者の主張を顕在化させ、生活状況や環境の改善を図ることができる。1940年代にアメリカのソウル・アリンスキー(1901-1972)がこの手法を確立させた。
セツルメントの一形態といえるが、活動家や住民（社会的弱者層）を問わず知識と経験を持ったリーダーを筆頭に、住民自身に問題意識を持たせ、議論し、解決の為に組織化して行動していく事を促すという点が特徴である。
このリーダーは「コミュニティ・オーガナイザー」と呼ばれ、米国の第44代大統領バラク・オバマが大学卒業後、シカゴの黒人貧民街でコミュニティ・オーガナイザーとして活動していた経験がクローズアップされるなど、新たな政治形態として、また次世代のリーダーの養成経験としても注目されている。。

## コミュニティ・オーガナイジングは何ではないか
コミュニティ・オーガナイジングを理解するには、それが何ではないかを理解することが助けとなるであろう。
- 活動主義（アクティビズム）ではない：エドワード・チェンバーズによると、権力の構築や、特定の社会的変化を起こすための一貫した戦略なしに運動を行う点について、アクティビズムとは区別される[5].。
- 動員（Mobilizing）ではない：人々が「動員される」という状況では、互いに社会的変化をもたらすために集まっているのだが、しかし長期的な計画は存在していない。その動員キャンペーンが終わった時には、彼らは解散し、何も礎は残らないであろう[6]。
- 擁護者（Advocacy）ではない：擁護者は一般的に、自分の問題ではなく他人の課題を代弁している。代弁されるのは、様々な事情（たとえば裁判所や病院など）によって、自分の問題を表明することに障壁がある人々の事情である。一方でコミュニティ・オーガナイジングにおいては、影響を受けている人々自身が、自分自身のために発言することの重要性を強調し、それを奨励する。
- 社会運動の構築（Social movement building）ではない：幅広い社会運動では、しばしば個人活動家、地方組織、全国組織、擁護団体、時に矛盾しあう発言者など、様々な複数のグループを内包して協力し合っており、目的は比較的一致しているが、組織構造は一致していない。一方でコミュニティ・オーガナイジングでは、集団とは運動の一部であるとされる。一般的には動機づけとなった問題が解決されると、運動は解散される。しかし運動中に作成された集団は、活動を続け、次の焦点を定めることもできる。[7]
- 法的行動（Legal action）ではない：社会的活動を行う人にとって、法律家は時折重要な存在である。この問題は社会的活動が、主に訴訟戦術を中心に構築された場合に発生する。戦術の中心を弁護士が担うと、草の根の運動をバックグラウンドに押し込んで、グループ能力の開発・集約などをショートカットしてしまうかもしれない[8]。
- 直接的なサービスは提供しない：米国では時折「市民参加」と「直接的な奉仕」が同一視されている。しかし一般的に今日のグループでは、直接的に実際のサービスを提供することを避けている。何故ならばそれを行うと、権力の為に組織化を行うことになりえると歴史が語っているからである。権力的なグループはサービスの提供によって、集団的行動を阻害しうる。NPOセクターにおいては、かつてコミュニティ・オーガナイジングによって結成されたが、しかしサービスを提供しはじめたために、そういった視点を失っていった団体が多々存在する[9]。
- コミュニティ・デベロップメントではない[10] ：政府、政策団体、非営利団体、企業などで働く、多くは教育を受けた専門家によって立てられた、戦略的に地域社会を改善させるための合意（コミュニティ・デベロップメント）は、コミュニティ・オーガナイジングではない。
- コミュニティ問題に関する非公式の対話ではない